# Charles Martinet

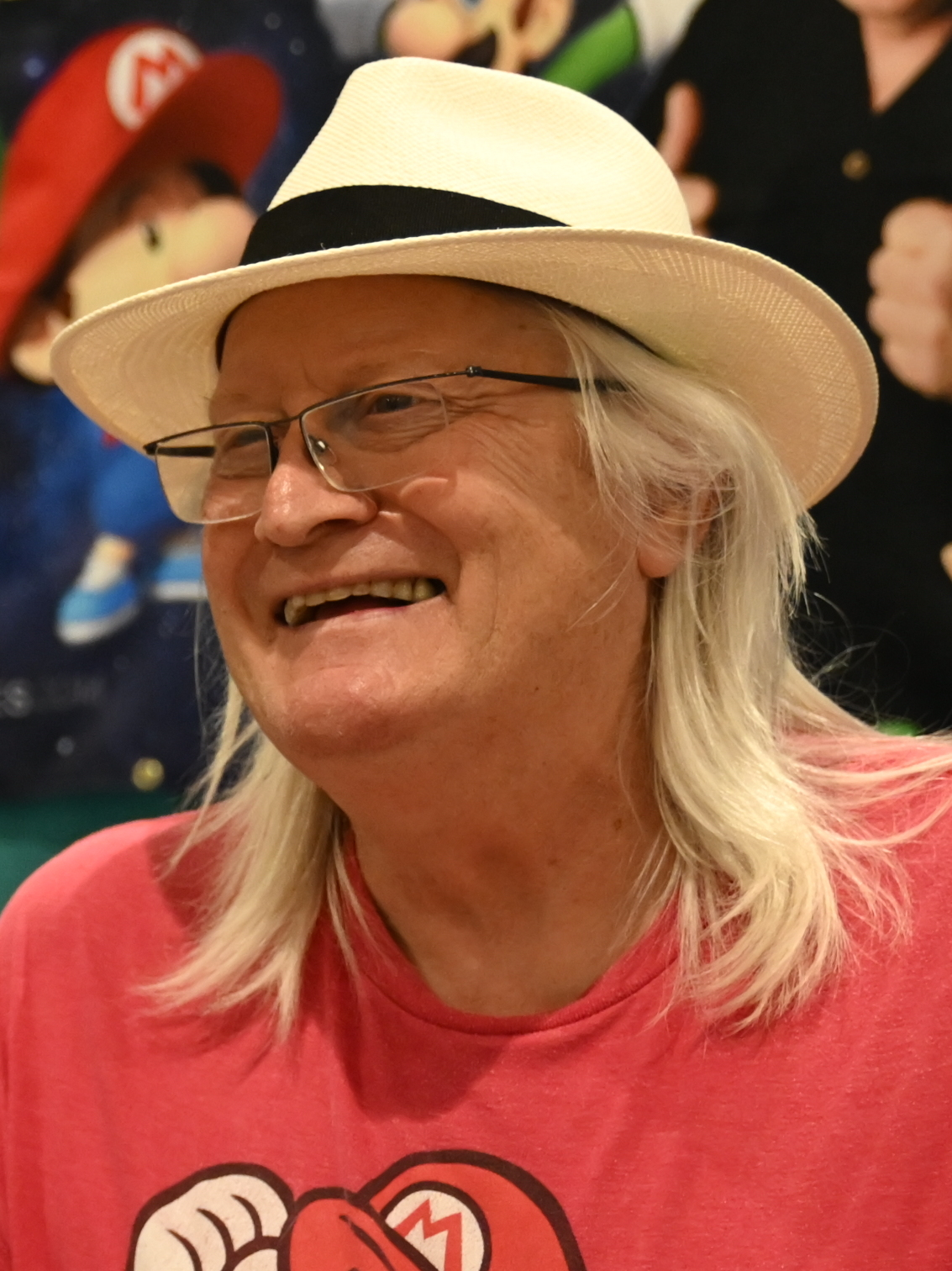
Charles Martinet (2023)

Charles Martinet (* 17. September 1955 in San José, Kalifornien) ist ein US-amerikanischer Schauspieler und Synchronsprecher. In der Videospielebranche wurde er international hauptsächlich als Stimme der Nintendo-Figuren Mario, Luigi, Wario, Waluigi, Toadsworth und Donkey Kong bekannt, die er bis 2022 vertonte. Seit 2023 ist er „Mario-Botschafter“.
Daneben trat er unter anderem in den Filmen The Game und Nine Months auf, lieh seine Stimme den Zeichentrick-Figuren King Arthur, Moses und Tarzan, und arbeitete für die Unternehmen Apple, IBM und Microsoft an Werbevideos und Produktpräsentationen. Er sprach außerdem den Drachen Paarthurnax in dem Videospiel The Elder Scrolls V: Skyrim.

## „Mario-Botschafter“
In Der Super Mario Bros. Film sprach Martinet nicht die Hauptrolle Mario, sondern dessen Vater und den Charakter Giuseppe, der eine Anspielung auf Jumpman, den ursprünglichen Mario, ist. Der Film mit Chris Pratt in der Rolle von Mario wurde die bis heute kommerziell erfolgreichste Videospielverfilmung. Für Martinet schuf Nintendo nach seiner Ablösung die Rolle des „Mario-Botschafters“.

„You might’ve seen the news, I’m a ‘Mario Ambassador’. I don’t know what that is yet. I’m not retired, as it were, but I’m an ambassador. And as we step forward into the future, I will learn—we’ll all learn—what exactly that is.“

„Sie haben vielleicht die Nachrichten gesehen, ich bin ein Mario-Botschafter. Ich weiß noch nicht, was das ist. Ich bin nicht im Ruhestand, wie es aussieht, aber ich bin ein Botschafter. Und im Laufe der Zeit werde ich lernen – werden wir alle lernen – was genau das ist.“